# Randolph (Missouri)
Pour les articles homonymes, voir Randolph.
Randolph est une ville située au sud du comté de Clay, dans le Missouri, aux États-Unis,.

## Démographie
Lors du recensement de 2010, la ville comptait une population de 52 habitants. Elle est estimée, en 2016, à 55 habitants.

## Source de la traduction
- (en) Cet article est partiellement ou en totalité issu de l’article de Wikipédia en anglais intitulé « Randolph, Missouri » (voir la liste des auteurs).